# GAS-klubben
GAS-klubben var mellan 2000 och 2010 Galenskaparna och After Shaves officiella fanklubb. Namnet GAS är en samlad förkortning av gruppens namn. Den drevs som ideell förening av Tomas Webster och Thomas Johnsson, två hängivna GAS-fans. Fanklubben startade offentligt i samband med premiären av föreställningen Allt Möjligt på Lorensbergsteatern, den 22 september 2000, och hade ca 400 medlemmar. Klubben drevs inte av Galenskaparna och After Shave själva men man hade ett mycket bra samarbete med Claes Eriksson och Kulturtuben (GAS produktionsbolag), och de övriga GAS-medlemmarna, och är "officiellt erkänd". Man gav bland annat ut medlemstidningen "Nåt Nytt" med senaste nyheter om gruppen och deras produktioner, samt hade sin egen mejlinglista med senaste nytt. Som medlem i klubben kunde man bland annat få rabatter på biljettpris till gruppens föreställningar och på diverse andra produkter som bok- och DVD-utgåvor rörande gruppen, och dessutom chans att vinna exklusiva priser och köpa olika unika upptryckta fan-merchandise kring gruppen med mera.